# میشل لوگران
میشل لوگران (به فرانسوی: Michel Legrand) (زاده ۲۴ فوریه ۱۹۳۲ – درگذشته ۲۶ ژانویهٔ ۲۰۱۹) نوازنده پیانو و آهنگساز ارمنی‌تبار اهل فرانسه بود.
لوگران برای بیش از ۲۰۰ فیلم موسیقی ساخته‌است. قطعه «منتظرت می‌مانم» که او برای فیلم چترهای شربورگ به کارگردانی ژاک دمی ساخت و قطعه «آسیاب‌های ذهن» که برای فیلم حادثه توماس کراون به کارگردانی نورمن جویسون ساخت تبدیل به نغمه‌های استاندارد جاز شده‌اند.
میشل لوگران سه بار جایزه اسکار را بخاطر موسیقی فیلم برده‌است.
در عرصه موسیقی جاز او پیانیست بسیار باذوقی است که با بزرگان جاز مانند دیزی گلیسپی، مایلز دیویس، جان کولترین، استن گتز و بیل اوانس نواخته‌است.
کارگردان‌هایی مانند ژان لوک گدار و برناردو برتولوچی و رابرت آلتمن و آندره وایدا ساختن موسیقی فیلم را به او سپرده‌اند.
میشل لوگران موسیقی کلاسیک نیز می‌نوازد. او بیش از ۱۰۰ آلبوم موسیقی منتشر کرده‌است.

## جوایز و افتخارات
- نشان افتخار جمهوری ارمنستان

## نگارخانه

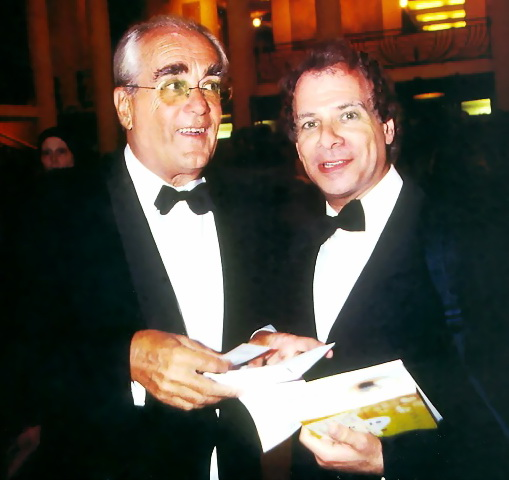
میشل لوگراند (چپ)